# São Bento Abade
São Bento Abade este un oraș în Minas Gerais (MG), Brazilia.